# Kanomeljske klavže
Kanomeljske oz. Ovčjaške klavže so kamnite zidane klavže (pregrada z zapornicami), ki stojijo na Klavžarici (ali tudi Ovčjem potoku) v Idrijskem hribovju, nekaj kilometrov vzhodno od Vojskega. Kot ostale klavže so bile namenjene splavljanju lesa za potrebe rudnika živega srebra v Idriji. Za pregrado se je nabrala voda, ki je ob odprtju zapornic odplaknila skladovnico debel nizvodno najprej po Klavžarici do sotočja s Kanomljico nato pa naprej proti Spodnji Idriji, kjer so les na sotočju Kanomljice in Idrijce ujeli s posebno lovilno napravo (»grabljami«).
Širina pregrade znaša 32,6 m (ločna krona z nadstreškom, dolžine 34,5 m), višina pa 14 m. Polno napolnjena akumulacija je dolga skoraj 100 m in široka pol toliko, njena globina pa se počasi zmanjšuje zaradi zasipavanja s prodom. Ohranjena je replika mehanizma za odpiranje.
Dograjene so bile leta 1812 kot zadnje zidane klavže na Idrijskem, delovale pa so do leta 1912, malo pred opustitvijo celotnega sistema klavž, ki jih je nadomestil cestni prevoz lesa v dolino. Leta 2005 jih je obnovilo podjetje Soške elektrarne v sodelovanju z Mestnim muzejem Idrija, hkrati pa izgradilo malo hidroelektrarno Klavžarica. Kanomeljskim klavžam so dali novo namembnost – odprtine v pregradi so zaprli, tako da je nad njo nastalo akumulacijsko jezero, ki zdaj prek cevovoda poganja hidroelektrarno. S tem so kanomeljske klavže edine klavže, ki so še v uporabi.